# The Magnificent Yankee
The Magnificent Yankee – amerykański film biograficzny z 1950 roku w reżyserii Johna Sturgesa.

## Nagrody i nominacje
| Nazwa nagrody | Wygrane            | Nominacje                                                                                                  |
| ------------- | ------------------ | --- |
| Oscar         | 1951 bez rezultatu | 1951 Najlepszy aktor pierwszoplanowy Louis Calhern Najlepsze kostiumy - filmy czarno-białe Walter Plunkett |

| Nazwa nagrody | Wygrane            | Nominacje                                     |
| ------------- | ------------------ | --------------------------------------------- |
| Złoty Glob    | 1951 bez rezultatu | 1951 Najlepszy aktor w dramacie Louis Calhern |